# 5771 Somerville
Somerville (asteróide 5771) é um asteróide da cintura principal com um diâmetro de 22,83 quilómetros, a 2,4075606 UA. Possui uma excentricidade de 0,2297435 e um período orbital de 2 018,42 dias (5,53 anos).
Somerville tem uma velocidade orbital média de 16,8469703 km/s e uma inclinação de 8,23286º.
Este asteróide foi descoberto em 21 de Setembro de 1987 por Edward Bowell.